# Ірмгард Флюгге-Лотц
Ірмгард Лотц (нім. Irmgard Flügge-Lotz; * 16 липня 1903, Гамельн — † 22 травня 1974, Стенфорді, США) — німецька науковиця з математики, працювала аеродинамічним і контрольним інженером, пізніше завідувачем відділу потоків Товариства Крайзера Вільгельма у Геттінгені, а згодом професором Стенфордського університету.

## Життя
Після закінчення реальної гімназії в Ганновері в 1923 році вона почала вивчати математику і її застосування в Ганноверському університеті, який закінчила в 1927 році з червоним дипломом за спеціальністю математика. З 1927 по 1929 роки працювала асистенткою на кафедрі практичної математики та описової геометрії Горста фон Сандена в Технічному університеті Ганновера. Вона здобула докторський ступінь у 1929 році за працю «Нагрівання штампа під час процесу обвалу». З 1929 по 1938 роки працювала в Інституті досліджень потоку кайзера Вільгельма в Геттінгені (очолював Людвіг Прандтль), спочатку як помічник, потім як керівник групи і, нарешті, неофіційний начальник відділу (теоретична аеродинаміка).
У 1938 році вона вийшла заміж за математика і аеродинаміка Вільгельма Флюге (1904-1990) і з того часу була названа Ірмгард Флюге-Лотц. Пара переїхала до Берліна в 1938 році, де її чоловік працював до 1945 року керівником відділу в Німецькому науково-дослідному інституті авіації (DVL), Берлін-Адлергоф,( на автоматичному керуванні польотами). За цей час Ірмгард працювала там консультантанткою, а з 1941 року — однією з чотирьох рецензентів для цінових завдань Товариства Лілієнталь. У 1944 році частини ДВЛ були передані в Боденське озеро. Після беззастережної капітуляції в Парижі вони переїхали вдох до Офісу національної держслужби і рекордів Аероспатіалес (ONERA), де вона працювала з 1946 по 1948 роки керівницею дослідницької групи.
У 1948 році обидва переїхали до США, де працювали в Стенфордському університеті. Її чоловік став професором, вона — викладачем, але виконувала всі обов'язки професора: регулярно читала лекції з гідро- та аеродинаміки, автоматичного керування польотом і керованих акцій. 1961 року вона була призначена професором і першим професором інженерії у Стенфордському університеті. У 1968 році Лотц вийшла на пенсію. У 1971 році вона дала Карманську лекцію (Тенденції автоматичного управління за останні два десятиліття).
Ірмгард Флюге-Лотц зробила істотну роботу з аеродинаміки, особливо на теорії прикордонного шару. За її роботою над розв'язком диференціальних рівнянь у розподілі плавучості крил названий метод «Lotz». У своїй роботі з теорії автоматичних методів керування та управління літаком (автопілот) вона внесла значний внесок у розробку та розуміння особливих явищ перемикання («чорно-білих») правил.